# Medford (Oklahoma)
Medford település az Amerikai Egyesült Államok Oklahoma államában, Grant megyében, melynek megyeszékhelye is. Lakosainak száma 932 fő (2020. április 1.).

## Népesség
A település népességének változása:

| 2010 | 996 |
| 2020 | 932 |